# 康納·傑瑟普
康納·傑瑟普（Connor William Jessup，1994年6月23日—）是一名加拿大男演員。他最著名的作品是在TNT科幻電視劇隕落星辰中飾演Ben Mason角色，以及在電視劇《美式懸罪》中飾演Taylor Blaine角色。